# Jesus filho de José
Yeshua bar Yoseph, em aramaico, ou Yeshua ben Yosephf, em hebraico (por vezes, ainda: Yoshua ou Joshua) significando Jesus filho de José era um nome comum nos primeiros tempos da Palestina, calcula-se que tenha sido usado por milhares de rapazes e homens em Jerusalém. Este nome era, provavelmente, usado por Jesus (Jesus de Nazaré), figura central do cristianismo.
Simcha Jacobovici afirma ter descoberto o túmulo de Jesus depois de ter encontrado um ossário contendo a gravação do nome de Yeshua bar Yoseph. Outros ossários contendo os nomes conhecidos de membros da família foram também encontrados no túmulo, como a sua possível mulher Mariamne (Maria Madalena) e o provável filho Yehuda bar Yeshua (Judah).
Este realizador israelo-canadiano relata a sua descoberta e análise do provável túmulo de Jesus no seu livro "The Jesus Family Tomb: The Discovery, the Investigation, and the Evidence That Could Change History" escrito em parceria com Charles R. Pellegrino. O documentário televisivo "The Lost Tomb of Jesus" ("O Túmulo Perdido de Jesus") foi produzido por James Cameron e apresentado pelo Discovery Channel em Março de 2007.